# Dejan Lazarević
Dejan Lazarević (geboren 15. Februar 1990 in Ljubljana) ist ein slowenischer ehemaliger Fußballspieler.

## Karriere
Lazarević begann seine Profikarriere im Jahr 2009 beim CFC Genua, wo er zuvor auch zwei Jahre in der Jugend gespielt hatte. Im Zeitraum 2010 bis 2013 wurde er dreimal verliehen, einmal an den FC Turin, danach an Padova Calcio und anschließend an Modena. Bei allen drei Vereinen bestritt er mindestens 30 Ligaspiele. Nach seiner Rückkehr von Modena plante Genua nicht weiter mit ihm und verkaufte ihn 2013 an Chievo Verona. Sein Verein verlieh ihn für die Rückrunde der Saison 2014/15 an US Sassuolo Calcio.
Für die Spielzeit 2015/16 wurde er an den türkischen Erstligisten Antalyaspor und für die Saison 2016/17 an Kardemir Karabükspor ausgeliehen.
Dann war er ein halbes Jahr ohne Verein und im Januar 2018 unterschrieb er einen Vertrag beim polnischen Erstligisten Jagiellonia Białystok. Hier blieb er sechs Monate und wechselte dann zurück in seine Heimat zum NK Domžale.

## Nationalmannschaft
Lazarević spielte für die U-17, U-19 und U-21 Sloweniens, für die A-Nationalmannschaft bestritt er von 2011 bis 2015 insgesamt 20 Spiele und erzielte ein Tor.